# Trapani Calcio
Trapani Calcio ist ein Fußballverein aus der italienischen Stadt Trapani, welche im Westen der Insel Sizilien liegt.

## Geschichte
Der Verein Trapani Calcio wurde im Jahr 1905 als Unione Sportiva Trapanese in Trapani, der siebtgrößten Stadt auf Sizilien, gegründet. In den ersten Jahren nahm der neu gegründete Verein nicht an Meisterschaften teil, sondern zeichnete sich vielmehr durch gelegentliche Spiele gegen hochklassige Mannschaften aus. Weiterhin fanden im Laufe der Jahre eine Vielzahl von Namensänderungen statt. Dies hatte letztlich erst im Jahr 1952 ein Ende, als der Klub den Namen Associazione Sportiva Trapani annahm und diesen auch bis ins Jahr 1990 behielt. Die sportlichen Erfolge hatten sich zu dieser Zeit jedoch bereits eingestellt, von 1946 bis 1950 agierte man erstmals für längere Zeit in der drittklassigen Serie C. Nach dem Abstieg 1950 dauerte es bis ins Jahr 1958, ehe Trapani die Rückkehr in die Drittklassigkeit schaffte. Bis in die ausgehenden Siebzigerjahre hinein hielt man sich in der Folge mit wenigen, sehr kurzen Ausnahmen, in der dritthöchsten Spielklasse und konnte sich dort etablieren.
Mit der Einstufung in die neu gegründete Serie C2, die heutige Lega Pro Seconda Divisione, 1978, begann dann jedoch der schleichende Niedergang des Vereins, der seinen vorläufigen Höhepunkt im Jahr 1984 fand, als man sich aufgrund akuter finanzieller Engpässe neu gründen musste und nunmehr nur noch auf Provinzebene kickte. Die finanziellen Probleme hielten allerdings auch nach der Neugründung an, was 1990 in einem weiteren Konkurs und damit verbundener Neugründung unter dem neuen Namen Trapani Calcio gipfelte. Danach gelang es dem Verein, nach vielen Jahren der Unterklassigkeit, bis 1994 wieder in die dritthöchste italienische Spielklasse vorzudringen, wo man sich in den Folgejahren drei Spielzeiten lang hielt.
Auf den Abstieg aus der Serie C1 im Jahr 1997 folgten erneut lange Jahre der Erfolglosigkeit. Hinzu kamen wiederum Probleme wirtschaftlicher Art, die den Verein gepaart mit sportlichen Misserfolgen bis ins Jahr 2011 von weiteren Teilnahmen an der dritthöchsten Liga fernhielten. Erst in der Saison 2010/11 wurde, nachdem man in der Abschlusstabelle der Girone C der Lega Pro Seconda Divisione den zweiten Rang belegt und sich zudem in den darauffolgenden Playoff-Spielen um den Aufstieg durchgesetzt hatte, der Wiederaufstieg in die Lega Pro Prima Divisione erreicht – nach vierzehn Jahren. Zurück in der Drittklassigkeit, konnte sich der Verein dort etablieren und sorgte in den vergangenen Jahren vor allem durch seinen vom seit 2009 amtierenden Trainer Roberto Boscaglia geprägten offensiven Spielstil für Furore und scheiterte in der Lega Pro Prima Divisione 2011/12 nur knapp am erstmaligen Aufstieg in die Serie B. Nach dem Erreichen eines zweiten Tabellenranges des Girone B, einzig hinter Spezia Calcio, unterlag man in den Playoffs SS Virtus Lanciano, und verpasste somit den direkten Durchmarsch in die zweite Liga. In der darauffolgenden Saison 2012/13 gelang als Erstplatzierter des Girone A der Lega Pro Prima Divisione der direkte Aufstieg in die zweitklassige Serie B. Vier Jahre später musste man zwar wieder den Abstieg in die Drittklassigkeit hinnehmen, doch schon zwei Spielzeiten später gelang der erneute Aufstieg in die Serie B. Dort war man ein Jahr aktiv ehe der Verein seinen freiwilligen Rückzug in die Serie D bekannt gab.

## Stadion
Der Verein trägt seine Heimspiele im Stadio Polisportivo Provinciale aus, das Platz für 10.000 Zuschauer bietet.

## Spieler
- Marco Materazzi (1994–1995)
- Alessandro Parisi (1996–1997)
- Salvatore Gambino (2010–2012)
- Giacomo Tedesco (2012–2013)
- Mattia Caldara (2014–2015)
- Alessandro Buongiorno (2020)
- Marco Carnesecchi (2019–2020)
- Benjamin Mokulu (2022)

## Trainer
- Heinrich Schönfeld (1930–1933)
- Giancarlo Vitali (197?)
- Roberto Boscaglia (2009–2015)